# Fußball-Bezirksklasse Leipzig 1937/38
Die Fußball-Bezirksklasse Leipzig 1937/38 war die fünfte Spielzeit der Fußball-Bezirksklasse Leipzig im Sportgau Sachsen. Sie diente als eine von vier zweitklassigen Bezirksklassen als Unterbau der Gauliga Sachsen. Die Meister dieser vier Spielklassen qualifizierten sich für eine Aufstiegsrunde, in der zwei Aufsteiger zur Gauliga Sachsen ausgespielt wurden.
Die Bezirksliga Leipzig wurde in dieser Spielzeit erneut in einer Gruppe mit zehn teilnehmenden Mannschaften im Rundenturnier mit Hin- und Rückspiel ausgetragen. Als Bezirksmeister setzte sich dabei die Sportfreunde Markranstädt mit vier Punkten Vorsprung vor dem Leipziger SV 1899 durch und qualifizierte sich dadurch für die Aufstiegsrunde zur Gauliga Sachsen 1938/39. In dieser verpasste der Verein durch den dritten Tabellenplatz jedoch den Aufstieg in die Erstklassigkeit. Der Aufsteiger Leipziger BC 1893 sowie der VfL Olympia 96 Leipzig stiegen nach dieser Spielzeit in die 1. Kreisklasse ab.

## Abschlusstabelle
| Pl. | Verein                         | Sp. | Tore  | Quote | Punkte |
| --- | ------------------------------ | --- | ----- | ----- | ------ |
| 1.  | Sportfreunde Markranstädt      | 18  | 49:22 | 2,23  | 28:8   |
| 2.  | Leipziger SV 1899 a            | 18  | 54:31 | 1,74  | 24:12  |
| 3.  | SV Eintracht Leipzig           | 18  | 41:32 | 1,28  | 23:13  |
| 4.  | Wacker Leipzig (A)             | 18  | 38:25 | 1,52  | 22:14  |
| 5.  | VfB Zwenkau 02                 | 18  | 45:42 | 1,07  | 18:18  |
| 6.  | TuB Leipzig                    | 18  | 31:29 | 1,07  | 17:19  |
| 7.  | Sportfreunde Neukieritzsch (N) | 18  | 48:52 | 0,92  | 17:19  |
| 8.  | Sportfreunde Leipzig           | 18  | 32:42 | 0,76  | 13:23  |
| 9.  | Leipziger BC 1893 (N)          | 18  | 24:45 | 0,53  | 12:24  |
| 10. | VfL Olympia 96 Leipzig         | 18  | 16:58 | 0,28  | 06:30  |

| (A) | Absteiger aus der Gauliga         |
| (N) | Aufsteiger aus der 1. Kreisklasse |